# Banca centrale dell'Iraq
La Banca centrale dell'Iraq (CBI; arabo:البنك المركزي العراقي) è la banca centrale dello stato asiatico dell'Iraq, fondata nel 1947, lo stesso anno in cui si è conclusa l'occupazione britannica dell'Iraq. Gli obiettivi primari della CBI sono garantire la stabilità dei prezzi interni e promuovere un sistema finanziario stabile e competitivo basato sul mercato.
La moneta ufficiale è il dinaro iracheno.

## Storia
Dopo la prima guerra mondiale e la dissoluzione dell'Impero Ottomano, il sistema monetario iracheno fu amministrato dal Mandato britannico della Mesopotamia fino al 1931, quando l'Iraq Currency Board fu istituito a Londra per emettere il nuovo dinaro iracheno e mantenere le sue riserve. L'Iraq Currency Board ha perseguito una "politica monetaria conservativa, mantenendo riserve molto elevate dietro il dinaro", che è stata "ulteriormente rafforzata dal suo legame con la sterlina britannica".
Nel 1949, il currency board fu sostituito dalla National Bank of Iraq, che era stata fondata due anni prima, il 16 novembre 1947. La Banca Nazionale dell'Iraq divenne la Banca Centrale dell'Iraq nel 1956.  Da quando è passato alla propria banca centrale, il sistema monetario iracheno è stato "pieno di cattiva gestione, misure coercitive di ripiego e la produzione di una valuta instabile e inaffidabile che non è stata negoziabile sul mercato internazionale per [molti] anni". Saddam Hussein usava il denaro e il dinaro come "un potente strumento di repressione".
A partire dal 18 marzo 2003 (il giorno prima che le forze statunitensi entrassero a Baghdad nell'ambito dell'invasione dell'Iraq del 2003), quasi 1 miliardo di dollari è stato rubato dalla Banca Centrale dell'Iraq. Quel mese, uscì una nota scritta a mano firmata da Saddam Hussein, che ordinava il ritiro di 920 milioni di dollari e la consegna a suo figlio Qusay Hussein. I funzionari della banca affermano che Qusay e un altro uomo non identificato hanno supervisionato il denaro, scatole di banconote da $ 100 fissate con sigilli timbrati noti come denaro di sicurezza, caricate su camion e rimorchi durante un'operazione di cinque ore. Questa è stata considerata la più grande rapina in banca della storia fino al 2011. Qusay Hussein fu successivamente ucciso dalla 101ª Divisione aviotrasportata statunitense in una battaglia.
Gli ispettori del Dipartimento del Tesoro degli Stati Uniti e dell'Autorità Provvisoria della Coalizione hanno scoperto la banca in rovina dopo la battaglia di Baghdad e il saccheggio di massa dopo l'invasione. Dopo la caduta del governo di Saddam Hussein, la Banca Centrale dell'Iraq è stata istituita come banca centrale indipendente dell'Iraq dalla Legge della Banca Centrale dell'Iraq del 2004, con un capitale autorizzato di 100 miliardi di dinari. Secondo la legge, il 100% del capitale sociale della banca sarebbe detenuto dallo Stato e non sarebbe trasferibile.
La Costituzione irachena stabilisce che la banca centrale è un'istituzione indipendente dal punto di vista finanziario e amministrativo, responsabile di fronte al Consiglio dei Rappresentanti dell'Iraq.  Inoltre,  secondo la Costituzione, il governo federale iracheno ha "l'autorità esclusiva" di "istituire e amministrare una banca centrale".
Il 25 gennaio 2011, la Corte Suprema dell'Iraq ha stabilito che la Banca Centrale dell'Iraq dovrebbe essere sotto la supervisione del Consiglio dei Ministri dell'Iraq. L'allora capo della Banca Centrale Sinan Al Shabibi ha avvertito che la sentenza avrebbe minacciato l'indipendenza richiesta dall'istituzione.
Durante la battaglia di Mosul nel giugno 2014, i militanti dello Stato Islamico dell'Iraq e del Levante (ISIL) hanno saccheggiato la Banca Centrale di Mosul, portando via oltre 429 milioni di dollari.

## Architettura
La sede della banca è stata progettata dagli architetti danesi Dissing+Weitling ed è stata completata nel 1985. Si tratta di un edificio cubico costruito in cemento armato rivestito in marmo. Presenta poche aperture esterne, ed è invece organizzato attorno a un cortile interno che taglia il cuore della struttura e raggiunge un'altezza di 40 metri. Il cortile è circondato su tutti i lati da uffici separati da una facciata continua interna in vetro.
Nell'agosto 2010 l'architetto Zaha Hadid, nata a Baghdad, è stata incaricata di progettare una nuova sede per la Banca Centrale a Baghdad. I primi colloqui sul progetto si sono svolti a Istanbul, in Turchia, il 14 agosto 2010, alla presenza del governatore della Banca centrale Sinan Al Shabibi. Il 2 febbraio 2012, Zaha Hadid ha raggiunto Sinan Al Shabibi in occasione di una cerimonia a Londra per firmare l'accordo tra la Banca Centrale dell'Iraq e Zaha Hadid Architects per le fasi di progettazione del nuovo edificio della sede centrale del CBI.